# Kozacy buscy
Kozacy buscy (kozacy nadbuscy, kozacy nadbohscy, kozacy bohscy, kozacy bohowi, kozacy nadbużańscy, ros. Бугское казачье войско, uk. Бузьке козацьке військо) – wojsko kozackie sformowane na południowych kresach rosyjskiej Ukrainy, pełniące służbę wzdłuż rzeki Boh (2 połowa XVIII wieku – początek XIX wieku).

## Geneza
Buskie wojsko kozackie wywodziło się z pułku kawalerii utworzonego w Turcji podczas wojny z Rosją (1768–1774). Służyli w nim przedstawiciele narodów chrześcijańskich (niekrasowcy, Serbowie, Mołdawianie, Wołosi, Bułgarzy i inni). W 1769 roku pod Chocimiem  pułk z bronią w ręku przeszedł na stronę rosyjskich wojsk Piotra Rumiancewa i brał udział w wojnie przeciw Turcji. Straty osobowe w pułku uzupełniano Ukraińcami.
Po wojnie Rumiancew zachęcił kozaków do osiedlenia się, zapewniając, że „pod patronatem państwa rosyjskiego znajdą korzystne warunki do życia i osadnictwa”. Kozacy otrzymali słabo zaludnione ziemie na lewym brzegu Bohu (Południowego Bugu) przy granicy z Turcją. Ich zadaniem, prócz misji kolonizacyjnej, była służba w charakterze straży granicznej. Buskie wojsko kozackie składało się w tym czasie z dwóch pułków. Drugi pułk, również sformowany w trakcie wojny („nowo zwerbowany”), także składał się z cudzoziemców. Centrum wojska zostały Sokoły (obecny Wozniesieńsk), a do słobód kozackich należały: Rakowe (Ракове), Nowohryhoriwka (Новогригорівка), Arnautiwka (Арнаутівка, potem Dorosziwka, Дорошівка) w obecnym rejonie wozniesieńskim, Michajłiwka (Михайлівка), Trojickie (Троїцьке), Fedoriwka (dziś Nowa Odessa) w obecnym rejonie nowoodeskim, Skarżynka (Скаржинка), Nowopietriwskie (Новопетрівське) w obecnym rejonie czehryńskim i inne.

## VI wojna rosyjsko-turecka

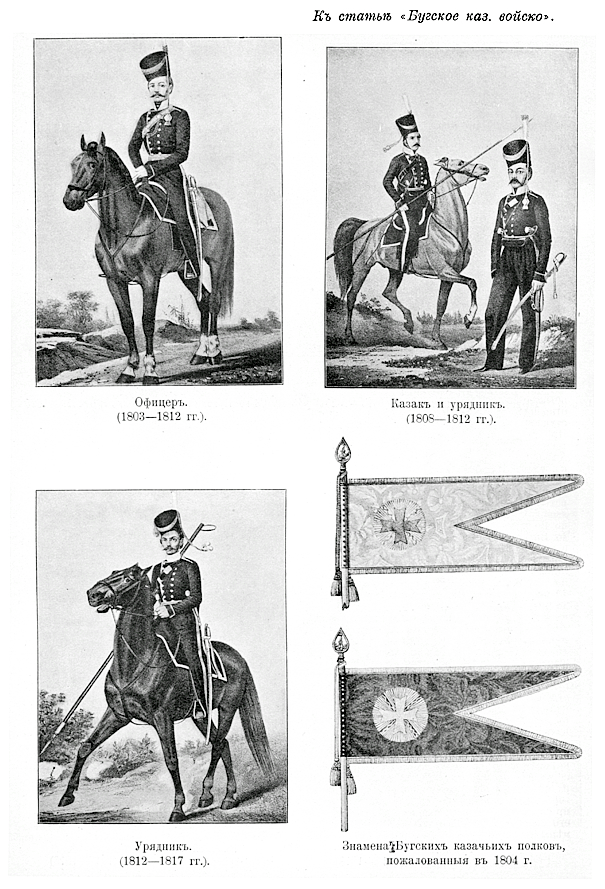
Kozacy buscy

W czasie wojny rosyjsko-tureckiej (1787–1792) z kozaków buskich sformowano trzy pułki, które uczestniczyły w kampanii kinburnskiej (1787), w zdobyciu Oczakowa (1788) oraz Izmaiła (1790), walczyły pod Benderami, Akermanem i Kilią.
Za odwagę w czasie szturmu na Oczaków odznaczono Orderem św. Jerzego IV klasy pułkownika 2 Pułku Kozaków Buskich Piotra Michajłowicza Skarżyńskiego (Петр Михайлович Скаржинский), a za szturm na Izmaił takimże odznaczeniem uhonorowano ppłk. Aleksieja Pietrowicza Orłowa (Алексей Петрович Орлов) oraz Izmaiła Bej-Atażuchowa (Измаил Бей-Атажухов).

## Pierwsze rozformowanie
W 1797 roku Buskie Wojsko Kozackie zostało rozwiązane, a kozacy przeniesieni do kategorii chłopów państwowych (ros. государственные крестьяне).
Po licznych odwołaniach do cara Pawła I i Aleksandra I Buskie Wojsko Kozackie zostało odtworzone w 1803 roku w składzie trzech pułków po 5 sotni każdy, z których jeden rozlokowano nad Dniestrem. Kozacy buscy uzyskali prawo do uzupełnienia swojego stanu uchodźcami z Bałkanów (Mołdawianie, Wołosi, Bułgarzy i inni). Dowódcą Buskiego Wojska Kozackiego został generał major Iwan Krasnow (Иван Козьмич Краснов).

## VII wojna rosyjsko-turecka
Podczas wojny rosyjsko-tureckiej (1806–1812) kozacy buscy wzięli udział w działaniach wojennych w Mołdawii, na Wołoszczyźnie, m.in. ponownie zaatakowali Izmaił. W wyniku wojny granica została przeniesiona z Dniestru na Prut i Dunaj.

## Wojny napoleońskie
W czasie wyprawy Napoleona na Rosję w 1812 roku trzy pułki kozaków buskich działały w składzie kozackiego korpusu Matwieja Płatowa. W jednostce Denisa Dawydowa kozacy buscy walczyli pod dowództwem rotmistrza Aleksandra Nikołajewicza Czeczeńskiego (Александр Николаевич Чеченский), który wyróżniony został Orderem św. Jerzego IV klasy. Kozacy buscy uczestniczyli w walkach VI koalicji (1813–1814), w tym w zdobyciu Paryża.

### Umundurowanie

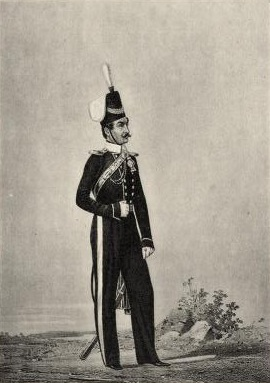
Oberoficer (oficer młodszy) kozaków buskich w l. 1815-1817.

Utworzone w 1803 roku trzy pułki kozaków buskich zostały umundurowane w charakterystyczne dla rosyjskich wojsk kozackich ciemnoniebieskie kurtki z białymi wyłogami na kołnierzu, mankietach i pagonach oraz ciemnoniebieskie spodnie z białymi lampasami. Biały kolor wyłogów i lampasów był wyróżnikiem kozaków buskich.
W 1812 roku mieli na sobie dwurzędowe kurtki z białymi metalowymi guzikami. Nosili typowe kozackie cylindryczne kołpaki z białym dnem (niekiedy w formie „płomienia”), biało-niebieskimi sznurami i biało-czarno-pomarańczowym pióropuszem. Podobnie jak inni kozacy wyposażeni byli w szablę, karabinek, parę pistoletów, bicz i ciemnoniebieską lancę z biało-czarnym końcem. Siodło, podobnie jak pasy i oporządzenie, wykonane były z czarnej skóry. Pod siodłem umieszczano ciemnoniebieskie czapraki z białym obrzeżem.
W 1804 roku w buskich pułkach kozackich wprowadzono sztandary wzorowane na sztandarach kozaków czarnomorskich z 1803 roku, zawierające czerwony krzyż ze złotymi promieniami. Kolor płata był inny w każdym pułku: w 1 – biały, w 4 – czarny.

## Likwidacja
W 1817 roku podjęto decyzję o rozwiązaniu wojsk kozackich i zamienieniu ich w osadników wojskowych (ros. военные поселения). Niezadowoleni z tego kozacy rozpoczęli powstanie (lipiec-wrzesień 1817 roku), do którego stłumienia potrzeba było ponad 10 tys. żołnierzy. Inicjatorzy buntu zostali skazani na śmierć, potem karę zamieniono na „bieg przez rózgi” i wcielenie do regularnej armii.
Z części kozaków buskich (obok czugujewskich i ukraińskich) sformowano cztery pułki ułanów (Olwiopolski, Buski, Wozniesienski i Odeski) w ramach Buskiej Dywizji Ułanów.